# Врбє (Хорватія)
Врбє (хорв. Vrbje) — населений пункт і громада в Бродсько-Посавській жупанії Хорватії.

## Населення
Населення громади за даними перепису 2011 року становило 2215 осіб. Населення самого поселення становило 455 осіб.
Динаміка чисельності населення громади:
Динаміка чисельності населення центру громади:

## Населені пункти
Крім поселення Врбє, до громади також входять: 
- Бодовальці
- Долина
- Мачковаць
- Савський Бок
- Сичиці
- Висока Греда

## Клімат
Середня річна температура становить 11,40 °C, середня максимальна – 26,29 °C, а середня мінімальна – -6,06 °C. Середня річна кількість опадів – 885 мм.
| Клімат поселення                              | Клімат поселення | Клімат поселення | Клімат поселення | Клімат поселення | Клімат поселення | Клімат поселення | Клімат поселення | Клімат поселення | Клімат поселення | Клімат поселення | Клімат поселення | Клімат поселення | Клімат поселення |
| Показник                                      | Січ.             | Лют.             | Бер.             | Квіт.            | Трав.            | Черв.            | Лип.             | Серп.            | Вер.             | Жовт.            | Лист.            | Груд.            |                  |
| Середній максимум, °C                         | 6,53             | 8,83             | 13,27            | 17,91            | 23,16            | 26,29            | 25,87            | 24,88            | 21,04            | 15,86            | 10,16            | 5,98             |                  |
| Середня температура, °C                       | 0,21             | 2,51             | 6,98             | 11,62            | 16,86            | 20,03            | 21,66            | 20,68            | 16,86            | 11,69            | 6,00             | 1,80             |                  |
| Середній мінімум, °C                          | −6,06            | −3,76            | 0,66             | 5,32             | 10,56            | 13,72            | 17,47            | 16,48            | 12,65            | 7,48             | 1,80             | −2,42            |                  |
| Норма опадів, мм                              | 56               | 52               | 59               | 73               | 81               | 100              | 82               | 79               | 69               | 79               | 85               | 70               |                  |
| Середньомісячна швидкість вітру, м/с          | 1.60             | 1.83             | 2.20             | 2.10             | 1.90             | 1.80             | 1.70             | 1.60             | 1.52             | 1.54             | 1.60             | 1.64             |                  |
| Середньомісячна сонячна радіація, кДж/м²·день | 4336             | 7152             | 11031            | 15437            | 19513            | 21632            | 22541            | 20375            | 15035            | 9239             | 4898             | 3589             |                  |
| --------------------------------------------- | ---------------- | ---------------- | ---------------- | ---------------- | ---------------- | ---------------- | ---------------- | ---------------- | ---------------- | ---------------- | ---------------- | ---------------- | ---------------- |
| Джерело:                                      |                  |                  |                  |                  |                  |                  |                  |                  |                  |                  |                  |                  |                  |